# Centrale de Suizhong
La centrale de Suizhong est une centrale thermique alimentée au charbon située dans le Liaoning en République populaire de Chine.